# Retirada romana d'Àfrica
Es denomina retirada romana d'Àfrica al rescat de la República romana el 255 aC dels supervivents de la seva derrotada força expedicionària a l'Àfrica cartaginesa durant la Primera Guerra Púnica. Una gran flota dirigida per Servi Fulvi Petí Nobílior i Marc Emili Paulus va evacuar amb èxit les restes de l'expedició i va derrotar una flota cartaginesa al camí, però la va enxampar una tempesta mentre tornava i va perdre la majoria dels vaixells.
Els romans havien envaït la pàtria cartaginesa —en el que avui és el nord-est de Tunísia— el 256 aC. Després dels èxits inicials, havien deixat una força de quinze mil cinc-cents homes per defensar el seu campament durant l'hivern. Aquesta força, sota el comandament de Marc Atili Règul, va patir una derrota decisiva a la batalla del riu Bàgradas a la primavera de 255 aC; Règul va caure presoner i els cartaginesos van assetjar dos mil supervivents al port d'Aspis. En resposta, Roma va enviar una flota de tres-cents noranta vaixells de guerra a rescatar-los i evacuar-los, però una armada cartaginesa de dos-cents vaixells els va interceptar davant del cap Hermeu —el modern cap Bon o Ras ed-Dar—, al nord d'Aspis. Els cartaginesos van patir una derrota i, en conseqüència, els romans van capturar dos-cents catorze dels seus vaixells, juntament amb les tripulacions, i els van enfonsar setze. No se sap quines pèrdues van experimentar els romans, si és que n'hi va haver alguna; la majoria dels historiadors moderns assumeixen que no n'hi va haver cap.
Els romans van desembarcar a Aspis, van atacar, van dispersar els assetjadors, van assaltar el país circumdant a la recerca de menjar i es van embarcar de nou cap a Itàlia. A la cantonada sud-est de Sicília, va esclatar una sobtada tempesta d'estiu que va devastar la flota romana. Dels 464 vaixells de guerra que la formaven, 384 es van enfonsar, igual que 300 transports; en total es van perdre més de cent mil homes. Tot i les grans pèrdues de tots dos bàndols, la guerra va continuar durant catorze anys més, principalment a Sicília o les aigües properes, abans d'acabar amb una victòria romana.